# Caterina di Henneberg
Caterina di Henneberg (Schleusingen, 1334 – Meißen, 15 luglio 1397), era una contessa di Henneberg per nascita e dal 1347 per matrimonio Margravina di Meissen.

## Biografia
Caterina era la seconda di quattro figlie del conte Enrico IV di Henneberg-Schleusingen, e di sua moglie, Giuditta di Brandeburgo-Salzwedel.

## Matrimonio
Ci furono complicazioni quando la regione di Coburgo fu trasferita dalla famiglia Henneberg alla Casa di Wettin. Enrico VIII designò sua moglie e le sue figlie come eredi della parte del paese nota come "nuovo dominio", mentre il resto del territorio di Henneberg andò a suo fratello Giovanni. Il risultato fu una divisione dei possedimenti di Henneberg. L'eredità femminile significava anche che dopo la morte di Enrico VIII nel 1347, i generi non potevano ereditare immediatamente. Ciò divenne possibile solo dopo la morte di Giuditta di Brandeburgo il 1 febbraio 1353. Solo otto giorni dopo, il 9 febbraio 1353, il margravio Federico III si presentò alla corte dell'imperatore Carlo IV a Praga, per essere infeudato con il territorio intorno a Coburgo.
Le complicate regole sull'eredità non corrispondevano alle aspettative del suocero di Caterina, Federico il Serio. Ciò si riflette in un episodio di una cronaca sopravvissuta, che racconta come Caterina fu rimandata a casa quando la sua dote non fu pagata. Un'altra tradizione dice che dopo la morte prematura del figlio primogenito, Caterina indossò solo abiti neri e rinunciò a tutti i gioielli fino alla nascita del figlio successivo. Entrambe le storie sono probabilmente leggende, ma indicano due circostanze insolite: l'insolita successione e il periodo di attesa di 20 anni tra il suo matrimonio e la nascita del suo erede. Ebbero tre figli:
1. Federico (11 aprile 1370 – 4 gennaio 1428), che divenne marchese di Meißen con il nome di Federico IV ed Elettore di Sassonia con il nome di Federico I di Sassonia;
2. Guglielmo (23 aprile 1371 – 30 marzo 1425);
3. Giorgio (1380 – 9 dicembre 1401).

### Reggente
Quando il marito morì nel 1381, i suoi figli erano ancora minorenni. In accordo con il testamento del suo defunto marito, Caterina assunse la loro tutela e governò fino alla sua morte sia il proprio territorio di Coburgo e Weißenfels sia insieme ai suoi figli nei territori lungo la Saale centrale e tra la Saale e la Mulde, che avevano ricevuto alla divisione di Chemnitz del 1382.
Come Landgravine di Turingia e Margravine di Meissen ha sigillato molti atti e ha mantenuto il proprio sigillo a tale scopo. Andò a vivere a Coburgo, dove viveva anche sua madre, Giuditta di Brandeburgo. Caterina è ricordata anche perché ha commissionato il Fürstenspiegel Katherina divina di Heinrich von Vippach.